# Tales of Monkey Island
Tales of Monkey Island é um jogo eletrônico de aventura desenvolvido pela Telltale Games sob licença da LucasArts. É o quinto jogo na série Monkey Island, lançado quase uma década depois do jogo anterior, Escape from Monkey Island. Desenvolvido para Windows e Wii, ele foi lançado em cinco segmentos episódicos entre julho e dezembro de 2009. Ao contrário dos jogos de aventura episódicos anteriores da Telltale, cujos capítulos contavam histórias separadas, cada capítulo de Tales of Monkey Island é parte de uma narrativa contínua. O jogo foi distribuído digitalmente através da WiiWare e da página da Telltale, também sendo lançado mais tarde pela Steam e Amazon.com. Versões para OS X, PlayStation Network e iOS foram lançados meses depois do fim da série.
O jogador assume controle do pirata Guybrush Threepwood que, tentando destruir seu inimigo, o pirata zumbi LeChuck, acidentalmente liberta uma varíola vodu sobre o Golfo de Melange. Com a ajuda de sua esposa, Elaine Marley-Threepwood, Guybrush procura uma cura. O jogo foi imaginado no fim de 2008, graças ao novo interesse pelo desenvolvimento de jogos de aventura dentro da LucasArts, e foi desenvolvido simultaneamente com a versão especial de The Secret of Monkey Island. A LucasArts supervisionou a produção de Tales of Monkey Island para garantir continuidade com a recriação em certas áreas, como direção de arte. A produção começou no início de 2009; Ron Gilbert, o criador da franquia, esteve envolvido no planejamento do projeto, enquanto o desenvolvimento foi liderado por Dave Grossman, co-projetista dos dois primeiros jogos da série. A trilha sonora do jogo foi composta por Michael Land, e o elenco principal de The Curse of Monkey Island reprisou seus papéis na dublagem.
Tales of Monkey Island recebeu críticas geralmente positivas. Críticos elogiaram o enredo, escrita, humor, dublagem e caracterização. A 1UP.com descreveu Guybrush como o personagem mais forte e mais expressivo da Telltale até então. A música e gráficos do jogo também foram elogiados. Críticas foram dirigidas majoritariamente à natureza errática dos quebra-cabeças do jogo, ao elenco secundário fraco nos primeiros capítulos e ao sistema de controle do jogo. Tales of Monkey Island recebeu diversos prêmios da indústria e foi o projeto de mais sucesso comercial da Telltale até Back to the Future: The Game.
Em abril de 2022, a publicadora Devolver Digital e a Lucasfilm Games anunciaram Return to Monkey Island, o sexto jogo da franquia Monkey Island, que foi lançado em setembro de 2022.

## Jogabilidade
Assim como seus predecessores, Tales of Monkey Island é um jogo de aventura; o jogador assume o papel do protagonista em uma história interativa através dos cenários tridimensionais do jogo e da resolução de quebra-cabeças. Estes quebra-cabeças requerem que o jogador utilize os cenários ou itens encontrados e guardados no inventário do personagem para alcançar objetivos. Assim como em jogos anteriores da série Monkey Island, é possível combinar certos itens para criar outros.
O mundo do jogo é explorável com o teclado e o mouse em um computador ou com a alavanca analógica do Nunchuck do Wii. Ao contrário dos jogos de aventura anteriores da Telltale Games, o jogador clica e segura com o mouse para mover Guybrush ao invés de apontar e clicar. As teclas direcionais ou WASD também podem ser usadas para mover o personagem. Tales of Monkey Island também é projetado para evitar que o jogador se encontre em um ponto sem volta, como com a morte do protagonista. Cada capítulo do jogo tem uma duração proposta de cerca de duas a quatro horas, dependendo da habilidade do jogador para resolver os quebra-cabeças. Também foi implementado um sistema de dicas.
O primeiro capítulo do jogo inclui um modo de "caça ao tesouro", onde o jogador controla Guybrush através de uma floresta labiríntica à procura de tesouros escondidos. Tesouros encontrados se tornam prêmios e descontos na página da Telltale. Para acessar esse modo, o jogador deveria localizar mapas na internet, escondidos na página oficial da Telltale e em três páginas de fãs da série Monkey Island.

## Sinopse

### Cenário e personagens
Tales of Monkey Island se passa muitos anos depois dos eventos de Escape from Monkey Island. Os projetistas descartaram a Tri-Island Area, localização dos predecessores do jogo, em favor de um novo local, o Golfo de Melange. O enredo segue Guybrush Threepwood (dublado por Dominic Armato), um pirata ingênuo e desafortunado, mas de sucesso. Antes do início do jogo, Guybrush havia passado anos localizando os elementos necessários para criar o Sabre Amaldiçoado de Kaflu, uma arma vodu capaz de destruir seu inimigo, o pirata zumbi LeChuck (dublado por Adam Harrington, Kevin Blackton e mais tarde Earl Boen). Assim como em outros jogos da série Monkey Island, LeChuck luta pelo amor de Elaine Marley-Threepwood (dublada por Alexandra Boyd), esposa de Guybrush e ex-governadora da Tri-Island Area. Nos eventos imediatamente antes do jogo, LeChuck rapta Elaine, e Guybrush persegue seu inimigo com o sabre vodu.
Vários personagens secundários de jogos anteriores aparecem em Tales of Monkey Island, incluindo a sacerdotisa vodu enigmática Voodoo Lady (dublada por Alison Ewing), o vendedor e oportunista estereotípico Stan (dublado por Gavin Hammon), e a caveira falante com delírios de grandeza Murray (dublado por Denny Delk). O jogo apresenta novos personagens à série, como a caçadora de tesouros competente e atlética Morgan LeFlay (dublada por Nicki Rapp), o ex-amante de Voodoo Lady Coronado DeCava (dublado por Andrew Chaikin) e o antagônico e nobre doutor francês Marquis de Singe (dublado por Jared Emerson-Johnson).

### Enredo
Tendo adquirido os componentes para o Sabre de Kafly, Guybrush Threepwood corre para a Rock of Gelato para salvar sua esposa de LeChuck; entretanto, ele falha na criação da espada. Quando Guybrush golpeia LeChuck, o sabre defeituoso transforma o antagonista em um humano e infecta a mão do protagonista com a "Varíola do LeChuck", que dá à mão vida e pensamentos próprios. Uma explosão no navio joga Guybrush no oceano, e mais tarde ele é levado pelo oceano à Floatsam Island. Lá, Threepwood encontra a Voodoo Lady, que explica que a varíola afetará todo o Caribe se não for absorvida por uma esponja do mar vodu chamada La Esponja Grande. Ela aconselha que Guybrush procure Coronado DeCava, um conquistador que está em uma expedição para encontrar tal esponja. Para sair da ilha, o protagonista deve neutralizar uma máquina de ventos que está impedindo que navios deixem o local. É revelado que Marquis de Singe está usando a máquina para trazer piratas à ilha para participarem de seus experimentos médicos. De Singe fica obcecado com a mão de Guybrush, acreditando que ela seria a chave para a vida eterna. Threepwood retorna os padrões de vento ao normal, acidentalmente espalhando a varíola pelo mar, e parte em seu navio recém-adquirido, o Screaming Narwhal. De Singe contrata uma caçadora de piratas chamada Morgan LeFlay para capturar o protagonista; a caminho das Jerkbait Islands, ela entra no Screaming Narwhal e decepa a mão infectada de Guybrush em um duelo, então levando-a a de Singe.
Nas Jerkbait Islands, Guybrush encontra Elaine sã e salva, e descobre que o agora humano LeChuck está tentando compensar por seus feitos malignos do passado. Os três tentam defender uma cidade de sereias local de um grupo de piratas infectados pela varíola; em troca, as sereias invocam criaturas marinhas para ajudar Guybrush a encontrar La Esponja Grande. Elaine fica para trás para monitorar as ações de LeChuck. Enquanto Threepwood segue as criaturas com o Screaming Narwhal, Morgan sobe de novo a bordo do navio, porque havia sido informada de que Marquis de Singe precisava de todo o seu corpo. Distraídos por seu duelo, nenhum dos dois é capaz de reagir a tempo quando o Screaming Narwhal é engolido por um peixe-boi gigante.
Dentro do peixe-boi, Guybrush e LeFlay encontral DeCava e sua tripulação; o protagonista cura as lesões do peixe-boi e escapa com DeCava em direção ao local onde está La Esponja Grande. Depois de pegá-la, Morgan nocauteia Threepwood e parte em direção à Floatsam Island com sua recompensa.
Quando Morgan relutantemente entrega Guybrush a Marquis de Singe, Threepwood é raptado pelos habitantes da ilha e julgado por diversos crimes, sendo o principal libertar a varíola no Golfo de Melange. LeChuck exonera Guybrush culpando a si mesmo pela criação da doença, e produz evidência de que todos os confrontos anteriores entre os dois haviam sido orquestrados pela Voodoo Lady. Os dois são presos, mas o protagonista é eventualmente libertado. Enquanto Guybrush se prepara para curar a varíola com La Esponja Grande, ele encontra Morgan assassinada no laboratório de Marquis de Singe. Threepwood e Elaine são presos na máquina de vento enquanto de Singe acredita que seus experimentos com a mão de Guybrush estão prestes a garantir-lhe imortalidade. Entretanto, ele cai na máquina e é desintegrado; o protagonista então usa La Esponja Grande para absorver a varíola. LeChuck liberta os dois mas, enquanto Guybrush o agradece, o antagonista o impala com o Sabre de Kaflu, usando La Esponja Grande para transferir o poder da varíola para si mesmo.
Agora morto, Guybrush encontra o seu eu espiritual em uma encruzilhada, um lugar onde o reino dos vivos e dos mortos se encontram. Com a ajuda do espírito de Morgan, ele encontra um feitiço que mistura coragem, estabilidade, direção e sacrifício, e retorna ao reino dos vivos como um fantasma. Entretanto, LeChuck absorve a grande quantidade de energia gerada por um portal dimensional aberto pelo protagonista; a varíola havia sido criada pelo vilão para alcançar seus objetivos. Elaine, em um ato aparentemente de traição, se torna a esposa demoníaca de LeChuck. Guybrush repossui seu cadáver e reduz o tamanho de La Esponja Grande, revertendo o poder de LeChuck sobre sua esposa. O vilão ataca Threepwood e é atraído ao portal. Lá, LeChuck é simultaneamente golpeado por Elaine e Morgan, destruindo sua forma física e sua forma espiritual. Preso sozinho na encruzilhada, Guybrush percebe que possui mais um item que cumpre os requisitos do feitiço para seu retorno: o anel de casamento de Elaine. Ele o usa para voltar à vida e à sua esposa. O espírito de Morgan entrega um pote contendo a essência de LeChuck à Voodoo Lady em troca de seu retorno ao reino dos vivos.

## Capítulos
| Capítulo | Data de lançamento           | Data de lançamento                                         |
| Capítulo | Windows                      | WiiWare                                                    |
| --- | ---------------------------- | ---------------------------------------------------------- |
| |                              |                                                            |
| "Launch of the Screaming Narwhal" | - WW: 7 de julho de 2009     | - AN: 27 de julho de 2009 - EU: 31 de julho de 2009        |
| Notas: - Projetado por Mark Darin, Brendan Q. Ferguson, Chuck Jordan, Jake Rodkin e Michael Stemmle - Escrito por Michael Stemmle - Depois de acidentalmente libertar uma varíola vodu enquanto tentava permanentemente destruir LeChuck, Guybrush deve investigar a causa dos vendos que impedem navios de sair de Floatsam Island                                 |                              |                                                            |
| |                              |                                                            |
| "The Siege of Spinner Cay" | - WW: 20 de agosto de 2009   | - AN: 31 de agosto de 2009 - EU: 25 de setembro de 2009    |
| Notas: - Projetado por Will Armstrong, Mark Darin, Brendan Q. Ferguson, Chuck Jordan, Jake Rodkin e Michael Stemmle - Escrito por Mark Darin - Guybrush viaja para as Jerkbait Islands para aprender sobre La Esponja Grande, uma esponja do mar vodu capaz de curar a varíola, mas acaba se envolvendo em uma disputa entre piratas virulentos e as sereias locais |                              |                                                            |
| |                              |                                                            |
| "Lair of the Leviathan" | - WW: 29 de setembro de 2009 | - AN: 26 de outubro de 2009 - EU: 6 de novembro de 2009    |
| Notas: - Projetado por Will Armstrong, Mark Darin, Brendan Q. Ferguson, Dave Grossman, Joe Pinney, Jake Rodkin, Michael Stemmle e Sean Vanaman - Escrito por Sean Vanaman - Depois de seu navio ser engolido por um peixe-boi gigante, Guybrush e Morgan LeFlay devem escapar e proteger La Esponja Grande                                                          |                              |                                                            |
| |                              |                                                            |
| "The Trial and Execution of Guybrush Threepwood" | - WW: 30 de outubro de 2009  | - AN: 30 de novembro de 2009 - EU: 11 de dezembro de 2009  |
| Notas: - Projetado por Will Armstrong, Mark Darin, Brendan Q. Ferguson, Dave Grossman, Joe Pinney, Jake Rodkin, Michael Stemmle e Sean Vanaman - Escrito por Michael Stemmle - Retornando à Floatsam Island, Guybrush é preso e julgado por crimes cometidos durante sua visita anterior                                                                            |                              |                                                            |
| |                              |                                                            |
| "Rise of the Pirate God" | - WW: 8 de dezembro de 2009  | - AN: 1 de fevereiro de 2010 - EU: 19 de fevereiro de 2010 |
| Notas: - Projetado por Mark Darin, Dave Grossman, Jake Rodkin, Michael Stemmle e Sean Vanaman - Escrito por Mark Darin - Guybrush deve achar um jeito de escapar da encruzilhada pós-morte e acabar com os planos de LeChuck de escalada ao poder |                              |                                                            |

## Desenvolvimento

### Produção
Desenvolvido pela Telltale Games sob licença da LucasArts, Tales of Monkey Island marcou a primeira colaboração entre as duas empresas. A Telltale Games havia sido formada por ex-funcionários da LucasArts depois do cancelamento de Sam & Max: Freelance Police em 2004. Depois deste evento, a LucasArts deixou de criar jogos de aventura. Apesar de a Telltale Games considerar o desenvolvimento de um jogo da série Monkey Island desde sua fundação, o diretor de projeto da empresa, Dave Grossman, creditou o início da produção de Tales of Monkey Island ao alinhamento correto das partes interessadas. Isso incluiu o então presidente da LucasArts Darrell Rodriguez, que ajudou a incentivar o desenvolvimento de jogos de aventura dentro de sua empresa. Mark Darin, co-projetista e escritor de Tales of Monkey Island, atribuiu o interesse renovado ao crescimento da distribuição digital de jogos eletrônicos que, reduzindo o risco financeiro, permitiu que empresas como a Telltale desenvolvessem "algo diferente dos clones infinitos de jogos populares." A Telltale começou a planejar Tales of Monkey Island no final de 2008, e a produção começou no início de 2009.

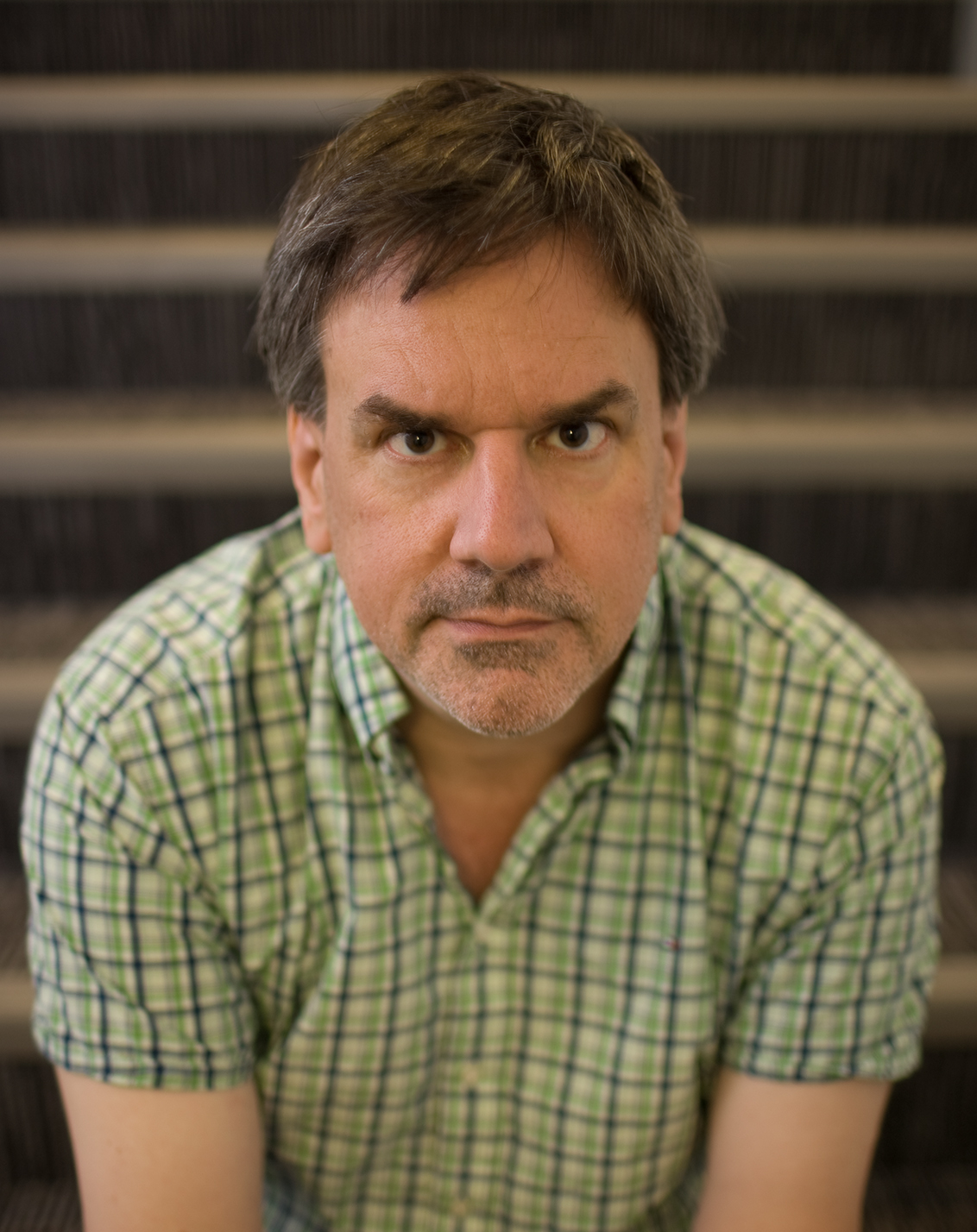
Ron Gilbert, o criador da série, esteve envolvido no planejamento do projeto e desenvolvimento do arco narrativo.

Depois de sugestões de que a Telltale Games anunciaria em breve uma grande nova franquia, Tales of Monkey Island foi anunciado na Electronic Entertainment Expo de 2009. Sua equipe de desenvolvimento de cerca de 50 pessoas foi liderada por Dave Grossman, que co-projetou os dois primeiros jogos da série. O co-projetista de Escape from Monkey Island e Sam & Max Hit the Road Michael Stemmle contribuiu com o projeto e composição narrativa em colaboração com Mark Darin e Sean Vanaman. Criador da série, Ron Gilbert forneceu ideias para o jogo, mas não teve um grande papel em seu desenvolvimento. Entretanto, a equipe de desenvolvimento garantiu que as "digitais [de Gilbert] estão em toda parte". Tales of Monkey Island é a contraparte de uma recriação melhorada de The Secret of Monkey Island desenvolvida pela LucasArts. Em seu blogue, Gilbert escreveu que estava "muito animado" para a adaptação da Telltale e a reimaginação do jogo original da LucasArts, afirmando que "é estranho ver algo que você criou 20 anos atrás tomar vida própria".
Apesar de Gilbert e Grossman estarem envolvidos com o desenvolvimento de Tales of Monkey Island, o terceiro co-projetista do projeto original, Tim Schafer, não participou do mesmo. Grossman disse que o papel de liderança de Gilbert na Hothead Games havia tornado a busca por sua assistência uma "disputa legal", e que também incluir Schafer teria sido proibitivamente difícil. Schafer mais tarde afirmou estar "muito feliz" pelo novo jogo, e que o projeto estava em boas mãos sob a liderança de Grossman. A edição limitada do jogo incluía uma arte de capa pintada por Steve Purcell, criador de Sam & Max, que também havia sido responsável pela arte de capa de The Secret of Monkey Island e Monkey Island 2: LeChuck's Revenge. Purcell criou três artes diferentes para apresentar à Telltale Games, mas a empresa pediu que o próprio Purcell escolhesse sua favorita. Não estando satisfeito com a aparência de Elaine na capa de The Secret of Monkey Island, Purcell queria outra chance para representar a personagem em sua arte. A arte final, mostrando Guybrush e Elaine empunhando sabres em um navio emergindo da neblina, foi favorecida porque Purcell sentiu que era apropriadamente misteriosa.

### Projeto
Assim como outros produtos da Telltale Games, Tales of Monkey Island foi desenvolvido e lançado em cinco segmentos episódicos. Dave Grossman explicou que a Telltale prefere contar histórias dessa forma, ao invés de em narrativas contínuas que seriam longas demais para pessoas jogarem confortavelmente. Ao contrário de seus jogos anteriores, cada episódio não conta uma história separada, sendo desta vez parte de uma história maior. Isso permitiu que a Telltale avançasse a história como aquela de uma série de televisão, onde os relacionamentos entre personagens se desenvolvem nas mentes da audiência durante um período de meses. Cada episódio foi criado para funcionar sozinho, com uma conclusão satisfatória; entretanto, eles então fornecem um gancho para "atrair o jogador um pouco mais". De acordo com Grossman, Tales of Monkey Island se passa depois de um Monkey Island 5 "imaginário", que ele vê como "uma experiência épica gigante de 40 horas como os primeiros jogos". Sua história teria seguido as ações de Guybrush no período entre Escape from Monkey Island e Tales of Monkey Island, com o início deste jogo marcando sua conclusão. Grossman manteve sua posição de que tanto a história quanto a jogabilidade de Tales of Monkey Island foram criadas para serem acessíveis a novos jogadores da série, e comentou que o "conhecimento dos personagens e de sua história pode adicionar camadas de nostalgia por causa das referências, mas não é necessário de forma alguma".
Mike Stemmle comparou o desenvolvimento episódico do jogo a uma corrida de revezamento, e o desenvolvimento de um jogo completo, como Escape from Monkey Island, a uma maratona. Esse método de produção significa que certos aspectos, como os gráficos do jogo, foram trabalhados até o data limite de lançamento. Cada episódio demorou cerca de quatro meses para ser desenvolvido. Apenas alguns recursos do cenário foram reutilizados entre episódios; enquanto a Telltale Games havia construído jogos anteriores como Sam & Max Save the World e Wallace & Gromit's Grand Adventures em poucas locações, usando as casas dos protagonistas e ruas próximas em vários episódios, os desenvolvedores escolheram evitar essas "zonas de conforto" em Tales of Monkey Island, escolhendo mover cada episódio para um novo local, reutilizando locações anteriores apenas ocasionalmente. Entretanto, animações esqueléticas reutilizáveis foram desenvolvidas para os personagens secundários, incluindo tipos de corpo genéricos que podiam ser alterados para se encaixar em cada personagem. Quatro destes foram criados, mas limites de tamanho de arquivo resultaram em apenas dois sendo incluídos no produto final. Entretanto, a partir do terceiro episódio, a equipe de desenvolvimento abandonou este sistema e começou a diversificar aparências e criando silhuetas e animações únicas para personagens coadjuvantes.

Esta cena de batalha naval apresentou um desafio aos desenvolvedores por ser considerada estática demais. Efeitos climáticos, movimentos de câmera simulando águas turbulentas e animações sugerindo ventos fortes foram adicionados para criar uma cena mais dinâmica.

A direção artística do jogo foi desenvolvida pelos ex-funcionários da LucasArts Derek Sakai e Dave Bogan. Ambos haviam trabalhado em The Curse of Monkey Island, Escape from Monkey Island e diversos outros jogos de aventura da empresa. A direção de arte final do jogo foi uma tentativa de combinar o visual realista dos dois primeiros jogos da série Monkey Island com o gráficos estilizados do terceiro. Enquanto estes três eram completamente bidimensionais e Escape from Monkey Island majoritariamente pré-renderizado, Tales of Monkey Island é completamente renderizado em 3D em tempo real. Grossman explicou que o departamento de arte da Telltale e o motor do jogo eram orientados para o desenvolvimento de gráficos tridimensionais, e que a empresa gostou dos benefícios que esta tecnologia oferecia em termos de animação e cinematografia. Este último aspecto resultou na contratação de um "diretor cinemático", alguém para ajudar os projetistas e localizarem cenas que precisavam de mais atividade dramática, e para ajudar os animadores e coreógrafos a criá-la. Durante o desenvolvimento, a necessidade deste cargo foi destacada por uma cena de batalha naval no primeiro episódio, que era inicialmente estática e desinteressante. Esse problema foi consertado mudando o tempo do dia de crepúsculo para noite, adicionando chuva e outros efeitos climáticos e usando movimentos de câmera para simular águas turbulentas.
Falando sobre a criação dos quebra-cabeças em Tales of Monkey Island, Stemmle disse que ele e seus colegas projetistas, quando eram mais jovens, acreditavam que precisavam "travar o jogador", mas consideravam agora que era "muito melhor fazer o jogador se sentir esperto." Assim, os projetistas incluíram um sistema de dicas para evitar que os jogadores ficassem presos. Grossman explicou que os projetistas da Telltale tinham em mente como os jogadores progrediriam mentalmente pelos quebra-cabeças e consideravam "quais percepções esperávamos que eles tivessem e se essas percepções eram realistas." Graças a um cronograma apertado de desenvolvimento, quebra-cabeças no primeiro episódio não foram otimizados para o sistema de controles do jogo, que foi recriado tarde durante a produção. Inicialmente, o jogo teria controles de apontar-e-clicar, bem como a maior parte dos jogos anteriores da Telltale, mas um método de "controle direto", parecido àquele visto em Wallace & Gromit's Grand Adventures, foi escolhido depois que grande parte do planejamento do primeiro episódio já havia sido concluído. Já que o controle direto naquele jogo havia sido projetado para um controle de Xbox, os desenvolvedores retrabalharam a ideia para criar um sistema com um cursor de "clicar-e-arrastar" para Tales of Monkey Island. A Telltale acreditava que esse método de controle tornaria a experiência do jogador menos passiva e mais cativante, além de fornecer mais liberdade para trabalhar com a câmera de formas cinematográficas do que o que jogos de apontar-e-clicar permitiam.
Além de fornecer a licença da série Monkey Island à Telltale, o papel da LucasArts no desenvolvimento do jogo incluiu a colaboração e aprovação do roteiro do jogo, conceitos de personagem e design de quebra-cabeças. Já que a recriação de The Secret of Monkey Island teve seu desenvolvimento iniciado antes de Tales of Monkey Island, a LucasArts compartilhou seu guia de estilo com a Telltale para que a direção de arte dos dois produtos fossem similares. Em particular, a LucasArts queria que o protagonista Guybrush tivesse uma aparência parecida àquela vista na recriação. A LucasArts baseou sua visão para os novos visuais de Guybrush em grande parte na aparência do personagem em The Curse of Monkey Island, integrando vários aspectos de Monkey Island 2: LeChuck's Revenge que eram apreciados por fãs, como o casaco azul e a barba do personagem, bem como sua própria direção estilizada. O artista da Telltale Ryan Jones trabalhou com Jeff Sengalli da LucasArts no desenvolvimento da aparência de Guybrush e dos outros personagens, com Sengalli fornecendo opiniões e polimento em áreas como silhuetas, características faciais e vestimentas. Sean Vanaman notou que a LucasArts estava aberta à direção criativa da Telltale sobre o jogo, e não escolheu unilateralmente qualquer aspecto.

### Áudio
Michael Land, compositor dos jogos anteriores da série, retornou para compor a trilha sonora de Tales of Monkey Island. O compositor da Telltale Games Jared Emerson-Johnson disse que seu papel na trilha sonora do jogo foi "técnico e administrativo" e que, apesar de estar disposto a ajudar Land, "o som do universo Monkey Island é sobre a visão de Mike, então eu deixei ele sozinho para 'fazer suas coisas' da forma que só ele consegue." A trilha sonora foi gravada em formato MIDI para reduzir o tamanho dos arquivos para a versão de Wii; para a versão de Windows, os arquivos foram convertidos para WAV para melhorar sua qualidade. Na produção de cada episódio, a música foi um dos últimos elementos a serem finalizados, já que não podia ser completada até que todas as cinemáticas fossem propriamente concluídas.

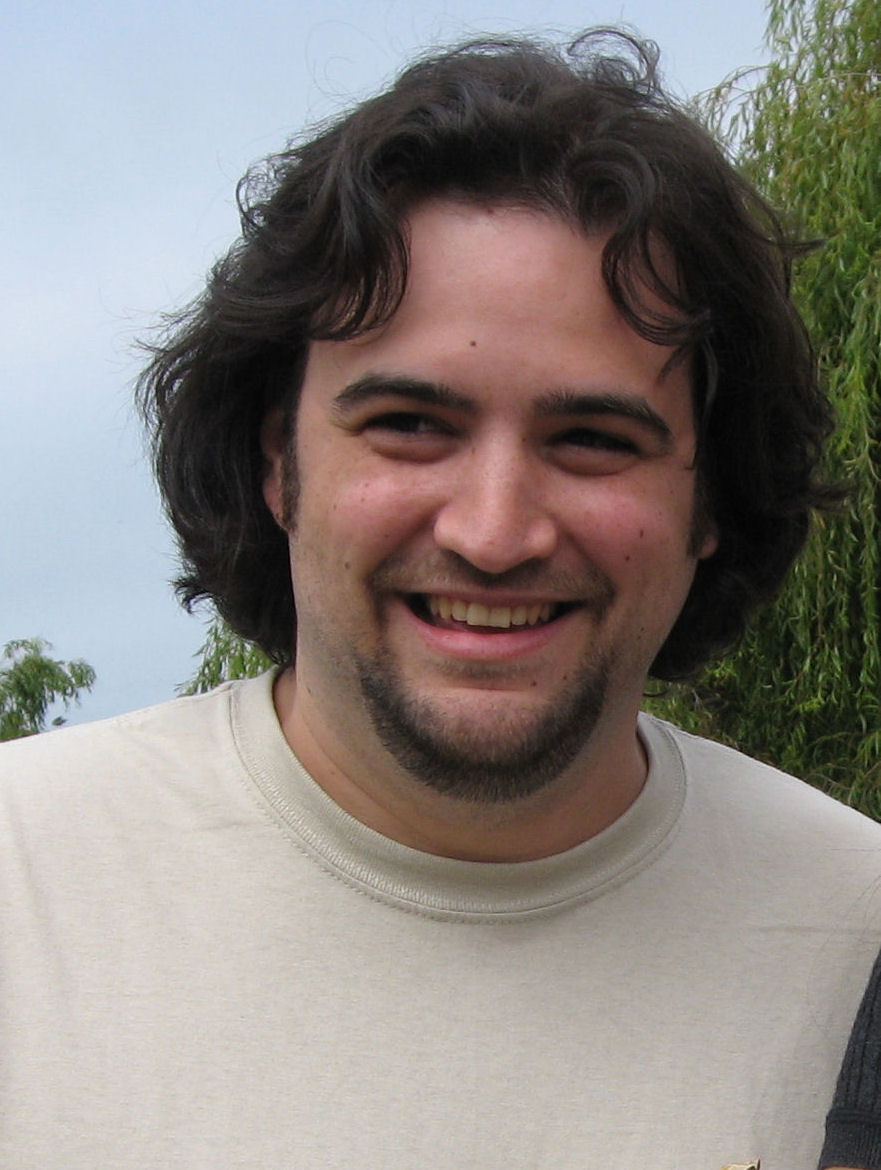
O dublador Dominic Armato aceitou positivamente a ideia de reprisar seu papel como Guybrush Threepwood.

Dominic Armato, o dublador de Guybrush a partir de The Curse of Monkey Island, reprisou seu papel como o protagonista. A LucasArts encorajou a Telltale a manter a maior parte possível do elenco original, em especial Armato, que foi descrito por David Collins da LucasArts como "o maior fanboy de Monkey Island." Armato gostou da oportunidade de dublar Guybrush novamente; ele acreditava que a série nunca continuaria graças ao período de tempo desde o lançamento de Escape from Monkey Island. Armato também dublou o personagem na recriação de The Secret of Monkey Island mas, no novo jogo, tentou fazer Threepwood soar mais maduro do que sua versão mais jovem. Graças à paixão e conhecimento de Armato sobre o personagem e a série, os diretores de dublagem deram-no uma flexibilidade considerável em sua atuação.
A dubladora de Elaine Marley em The Curse of Monkey Island, Alexandra Boyd, também reprisou seu papel. Boyd não pôde viajar até o estúdio da Telltale na Califórnia; ao invés disso, portanto, ela gravou suas falas em Londres enquanto se comunicava com o diretor de dublagem via Skype. Earl Boen, o dublador original de LeChuck, havia se aposentado, estando inicialmente indisponível para reprisar seu papel. O personagem foi então dublado por Adam Harrington no primeiro episódio, e substituído por Kevin Blackton como LeChuck humano nos episódios dois, três e quatro. Boen retornou para dublar o vilão no final do quarto episódio, e permaneceu para o quinto e último episódio do jogo. A Telltale mais tarde pediu que Boen regravasse as falas de LeChuck no primeiro episódio para o lançamento do jogo em DVD. Para tornar a atuação dos dubladores mais convincentes, a Telltale implementou um sistema de sincronia labial capaz de apresentar uma grande variedade de expressões faciais nos modelos dos personagens.

### Lançamento
Grossman disse que o lançamento simultâneo do jogo em Windows e WiiWare era graças ao modelo de negócios da Telltale: a empresa alternava seus lançamentos entre o WiiWare e o Xbox Live Arcade porque também queriam "dar ao Wii um pouco de amor". O desenvolvimento paralelo da versão para Wii criou problemas, já que mudanças de última hora para a versão de Windows poderiam resultar em um episódio acima do tamanho limite para arquivos de jogos de WiiWare. O primeiro episódio foi lançado para Windows em 7 de julho de 2009, com uma versão para Wii lançada vinte dias depois. A Telltale distribuiu o jogo em sua própria página online, mais tarde disponibilizando-o também na Steam e Amazon.com. Uma versão para Xbox Live foi omitida no lançamento inicial, já que tanto Wallace & Gromit's Grand Adventures da Telltale quanto a versão especial de The Secret of Monkey Island da LucasArts estavam sendo lançadas no sistema.
Os rumores de uma versão de Tales of Monkey Island para MacOS foram confirmados em 11 de fevereiro de 2010. O jogo foi um dos primeiros disponibilizados para a recém-lançada versão da Steam para MacOS. Uma versão para PlayStation Network foi lançada em junho de 2010, graças à demanda dos consumidores gerada pelo anúncio original do jogo. Este lançamento não era possível em simultâneo com as datas iniciais porque o motor de jogo da Telltale não havia sido construído para funcionar na plataforma. Uma versão para iPad estava sendo desenvolvida em 2010; o primeiro episódio foi lançado na App Store em dezembro, com o resto dos episódios lançados em 23 de junho de 2011. Como bônus, os jogadores puderam instalar o primeiro episódio de graça até 22 de julho. Uma versão para iOS que também suportava iPhones foi desenvolvida; seu primeiro episódio foi lançado em novembro de 2011, com os outros quatro lançados nos meses seguintes. O último episódio foi lançado para a plataforma em 23 de fevereiro de 2012.
Graças ao processo de falência sofrido pela Telltale Games em 2018, vários de seus jogos, incluindo Tales of Monkey Island, foram retirados das lojas digitais. Uma nova versão da Telltale Games foi lançada no fim de 2018 pela LCG Entertainment, que havia adquirido as posses restantes da Telltale com a ajuda financeira da Athlon Games. Sendo assim, a empresa foi capaz de readquirir os direitos aos jogos retirados das lojas digitais e republicá-los. Uma versão de Tales of Monkey Island sob a LCG Entertainment e a Athlon Games reapareceu nas lojas digitais em junho de 2020.

### Promoção
Para promover Tales of Monkey Island, a Telltale Games publicou uma série de curta-metragens de animação em Flash criados por fãs em sua página oficial. Intitulado I Wonder What Happens in Tales of Monkey Island, a série foi criada pelo animador alemão Marius Fietzek, que co-escreveu-a com Andrei Constantinescu. A arte da série foi produzida por Martin Koehler. Apresentados como versões animadas de Tales of Monkey Island, os curtas especulavam sobre a história e conteúdo do jogo, e mostravam eventos hipotéticos para os capítulos seguintes. O primeiro episódio foi lançado em 5 de julho de 2009, dois dias antes do lançamento de "Launch of the Screaming Narwhal". O segundo e o terceiro episódio seguiram em 6 de agosto e 16 de setembro, respectivamente. O penúltimo episódio foi lançado em 22 de outubro. Para o último episódio, Fietzek recrutou Smudo da banda alemã de hip hop Die Fantastischen Vier para um número musical. Jared Emerson-Johnson descreveu a série como "absolutamente fantástica" e disse que "parece mesmo que esses jogos são cativantes para pessoas de uma forma que fomenta uma energia criativa excelente." Ele notou que a Telltale "estava repassando [os vídeos] por uma boa semana" depois de serem publicados.
Uma semana depois do lançamento do primeiro episódio, a Telltale criou um concurso chamado "Game Designer for a Day" (lit. "Projetista de Jogo por um Dia"), que deu aos fãs a oportunidade de criar e votar em uma linha de diálogo que seria usada como uma acusação contra Guybrush. A frase vencedora, "He dug up my perfectly good X!" (lit. "Ele cavou o meu X perfeitamente bom!"), foi criada por Liz Johnston de Okanagan, Colúmbia Britânica, Canadá, e adicionada à cena do julgamento de Threepwood no quarto capítulo, com o nome de Johnston incluído nos créditos.
A Telltale produziu merchandise de Tales of Monkey Island, que foi vendida através de sua loja digital. Entre os produtos estavam um pôster da arte de capa de Steve Purcell para o jogo, bem como um conjunto de botons promocionais que já haviam sido disponibilizados anteriormente em convenções como a E3. Mais produtos, incluindo uma caneca de cerveja, um conjunto de cartas de tarô e um DVD da edição deluxe, foram disponibilizados em março de 2010. Para o Dia Internacional de Falar como um Pirata em setembro de 2009, a Telltale tornou o primeiro episódio do jogo disponível de graça em sua página. Clientes que já haviam comprado todos os cinco episódios poderiam ao invés disso adquirir um episódio gratuito de uma das outras séries da Telltale.

## Recepção

### Crítica
| Capítulo                                         | Metacritic             |
| ------------------------------------------------ | ---------------------- |
| "Launch of the Screaming Narwhal"                | PC: 79/100 Wii: 79/100 |
| "The Siege of Spinner Cay"                       | PC: 77/100 Wii: 79/100 |
| "Lair of the Leviathan"                          | PC: 82/100 Wii: 80/100 |
| "The Trial and Execution of Guybrush Threepwood" | PC: 80/100 Wii: 84/100 |
| "Rise of the Pirate God"                         | PC: 81/100 Wii: 83/100 |
| Coleção Completa                                 | PS3: 86/100            |

Críticos acreditaram que o primeiro capítulo, "Launch of the Screaming Narwhal", foi um início respeitável para o jogo. Ryan Scott da GameSpy escreveu que os quebra-cabeças "geralmente desafiam [o jogador] exatamente o suficiente para não serem frustrantes demais", enquanto Kristan Reed da Eurogamer disse que sua qualidade era "certeira vez atrás de vez". Em contraste, críticas foram dirigidas a alguns quebra-cabeças, particularmente ao de um labirinto. A escrita e a história foram elogiadas, com várias análises aclamando o humor dos diálogos. Entretanto, Evan Dickens da Adventure Gamers sentiu que a escrita não estava à par daquela vista em Monkey Island 2: LeChuck's Revenge. Apesar dos personagens coadjuvantes do capítulo serem considerados fracos, críticos em geral gostaram da apresentação do Marquis de Singe à série. A dublagem dos personagens principais foi elogiada, assim como a trilha sonora de Michael Land. Análises foram majoritariamente positivas em relação aos gráficos do episódio, com David Phelan do The Sunday Times elogiando a interpretação atualizada do estilo gráfico de The Curse of Monkey Island. Bob Mackey da 1UP.com considerou Guybrush "o personagem da Telltale mais convincentemente expressivo até agora", mas preocupações foram levantadas sobre a qualidade gráfica inconsistente entre personagens. Os controles do jogo foram criticados por diversos autores, com muitos preferindo os controles de teclado ao novo sistema de "clicar e arrastar" da Telltale.
A resposta crítica a "The Siege of Spinner Cay" foi similar àquela do primeiro episódio. Críticos ficaram divididos sobre a qualidade dos quebra-cabeças do capítulo: Brad Nicholson da Destructoid criticou seu design como "apertado e comprimido", e Dickens sentiu que eles variavam muito em qualidade. Em contraste, eles foram elogiados como sendo "agradavelmente não lineares" por Reed, bem como lógicos e razoáveis por Adam Ghiggino da PALGN. A necessidade de longas viagens entre locais para completar tarefas banais foi criticada. A escrita do episódio foi aclamada por críticos, particularmente a cena de abertura do capítulo, que apresenta Morgan LeFlay pela primeira vez. Mesmo assim, a narrativa foi criticada por Reuben Lees do Herald Sun por parecer "mais uma ponte para abrir outras linhas narrativas nos próximos episódios", um ponto ecoado por outros autores. Apesar de o elenco secundário ainda ser notado negativamente, críticos gostaram do desenvolvimento dos papéis dos protagonistas. Críticos admiraram o trabalho de áudio do capítulo, com Dickens destacando a versão humana de LeChuck dublada por Kevin Blackton. Melhoras gráficas em comparação com o primeiro capítulo também foram notadas.
"Lair of the Leviathan" foi em geral considerado melhor do que seus antecessores, sendo o capítulo com a maior nota média agregada segundo o agregador de críticas Metacritic. Os quebra-cabeças do episódio foram elogiados, com Steve Butts da IGN opinando que os quebra-cabeças da Telltale haviam "avançado um bocado" quando comparados aos dos capítulos anteriores ou dos jogos mais antigos da série Sam & Max. Dickens gostou da história e da forma como ela progrediu, e Ghiggino sentiu que ele "continuou a boa tradição de Monkey Island de ser bizarro, hilário e bem interessante." Várias análises compararam o enredo ao livro de 1883 As Aventuras de Pinóquio graças ao jogo se passar em grande parte dentro de um peixe-boi gigante. A escrita do episódio recebeu aclamação quase unânime, e o elenco secundário foi muito melhor recebido do que o dos episódios anteriores. Elogios focaram particularmente em Murray, uma caveira demoníaca falante. Críticas ao capítulo foram em sua maioria direcionadas a sua curta duração e à falta de locais variados.
Críticos ficaram mais divididos sobre o quarto episódio, "The Trial and Execution of Guybrush Threepwood". A recepção de seus quebra-cabeças foi mista, com Ghiggino descrevendo muitos como "frustrantes pelas razões erradas" e Dickens comentando que havia muitos erros, apesar de elogiar alguns como "desafiadores e criativos". Butts criticou o "design arbitrário" de vários quebra-cabeças, mas notou que eles eram "exatamente o que esperamos da série." Mesmo assim, a sequência do julgamento de Guybrush que dá nome ao capítulo foi elogiada. Reações ao enredo do capítulo foram majoritariamente positivas, com Eduardo Rebouças da Game Revolution comentando que ele "se move em um passo contínuo e acaba com uma explosão dramática." Vários críticos elogiaram as reviravoltas da história, apesar de Mark Newheiser da Adventure Classic Gaming opinar que a guinada sombria no final do episódio prejudicou a série que além disso foi quase sempre leve. A escrita foi elogiada, bem com o retorno do personagem Stan como promotor do caso. Críticos ficaram divididos quanto à reutilização do cenário de "Launch of the Screaming Narwhal".
O episódio final, "Rise of the Pirate God", foi geralmente considerado um bom final para a série. Os quebra-cabeças do capítulo foram bem-recebidos em geral, apesar de vários autores ainda criticarem a dificuldade e inovação de muitos deles. O design dos níveis, que requer que jogadores vão e voltem entre locais, foi recebido negativamente. A batalha climática no fim do capítulo foi considerada suficiente, mas problemas com o limite de tempo fizeram Tera Kirk da GameCritics descrevê-la como "quase tão frustrante quanto esperta." Mesmo assim, o enredo foi fortemente elogiado, particularmente pela inversão de papéis entre Guybrush e LeChuck. Anthony Burch da Destructoid notou que o capítulo "completamente e intencionalmente inverte os próprios clichês." Da mesma forma, a escrita e os diálogos foram aclamados, bem como a dublagem, em especial pelo retorno de Earl Boen ao papel do pirata demônio LeChuck e pelo trabalho de Armato como Guybrush. Os gráficos também foram elogiados, tanto a "encruzilhada" fantasmagórica quanto o mundo real ardente. Butts expressou que "os níveis se beneficial de ótimas escolhas de cores e efeitos fantásticos de luz que realmente apoiam o estado de espírito [das cenas]."

### Prêmios
Depois de seu anúncio na E3 de 2009, a IGN nomeou Tales of Monkey Island a "Maior Surpresa" da convenção para PC, também sendo o jogo um finalista para o prêmio de Melhor Jogo de Aventura da E3 da GameSpot. A IGN mais tarde indicou o primeiro e o terceiro capítulo entre os melhores jogos de aventura do ano para Wii e PC, respectivamente. A Gamasutra nomeou o jogo entre as menções honrosas na lista de melhores jogos do ano para PC. O site também mencionou a Telltale Games entre sua lista de melhores desenvolvedoras do ano. A Nintendo Power indicou Tales of Monkey Island nas categorias de Melhor Jogo do Ano, Melhor Jogo para WiiWare e Melhor Jogo de Aventura, além de indicar Morgan LeFlay como melhor personagem do ano. Listando os melhores e os piores jogos de 2009, a OC Weekly considerou Tales of Monkey Island o "Melhor Renascimento de Série" do ano. A About.com considerou o jogo o segundo melhor jogo para Wii do ano, e a PC Gamer US premiou-o "Jogo de Aventura do Ano".

### Vendas
Tales of Monkey Island foi um sucesso comercial, excedendo as projeções de vendas da Telltale Games. Apesar de números exatos não serem divulgados, o jogo foi o projeto de mais sucesso da empresa até ser ultrapassado por Back to the Future: The Game, lançado um ano e meio depois. O diretor executivo da Telltale Dan Conners notou que o jogo foi o produto mais vendido na Steam por "alguns dias". De acordo com o departamento de marketing da Telltale, o jogo foi comprado na maioria das vezes como uma temporada completa, ao invés de em episódios individuais. Isso foi atribuído à narrativa contínua entre episódios, em contraste com os produtos anteriores da empresa.